# Paul Verner

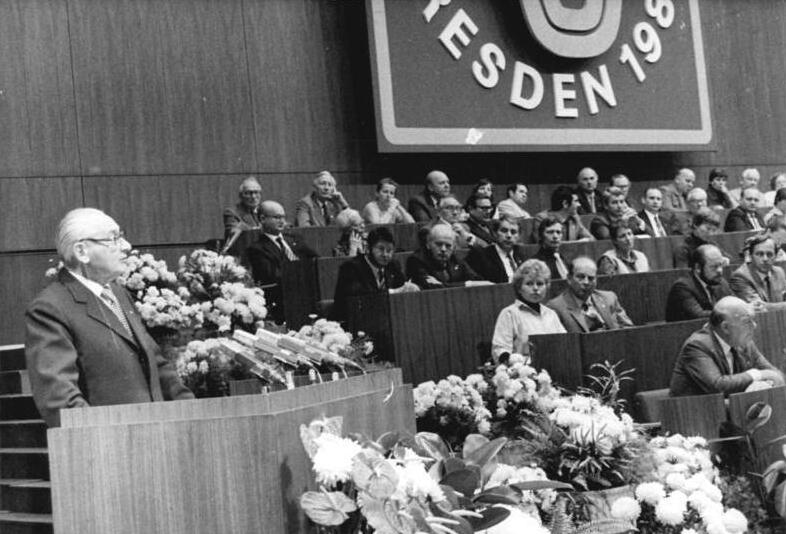
Verner na zjeździe CDU w 1982

Paul Verner (ur. 26 kwietnia 1911 w Chemnitz, zm. 12 grudnia 1986 w Berlinie Wschodnim) – wschodnioniemiecki polityk, od lat młodości członek partii komunistycznych, w czasach nazistowskich na wygnaniu.

## Życiorys
Pochodził z rodziny robotniczej, po ojcu odziedziczył zawód ślusarza. W młodości wstąpił do Związku Spartakusa. W 1925 dołączył do KJVD, a cztery lata później do partii komunistycznej. Społecznie pracował w partyjnym wydawnictwie Kämpfer-Verlag w Chemnitz. Wszedł do kierownictwa KJVD w Saksonii, a od 1932 był redaktorem Junge Garde.
Po przejęciu władzy w Niemczech przez nazistów udał się na emigrację. W końcu 1933 został członkiem kierownictwa skandynawskiej młodzieżówki Kominternu i zaczął redagować jej niemieckojęzyczną gazetę Jugendinternationale. Od 1934 do końca 1935 został w Paryżu redaktorem naczelnym emigracyjnego Junge Garde. Po reorganizacji KJVD przeniósł się do Belgii.
Był wolontariuszem w Brygadach Międzynarodowych w czasie hiszpańskiej wojny domowej. Następnie wyemigrował do Szwecji, gdzie pomiędzy marcem 1940 i 1942 był więziony. Od sierpnia 1943 pracował ponownie jako robotnik.
Po zakończeniu II wojny światowej powrócił do Niemiec i został członkiem kierownictwa FDJ. W 1958 był kandydatem do biura politycznego Socjalistycznej Partii Jedności, a następnie sekretarzem KC. W marcu 1959 został w okręgu berlińskim pierwszym sekretarzem partii. Wówczas jej działalność obejmowała także Berlin Zachodni, co spotykało się z krytyką. W 1961 zachodnioberlińska komórka partii stała się samodzielną partią jako Socjalistyczna Partia Jedności Berlina Zachodniego. Pełnił funkcję sekretarza KC (1958-1986); do Biura Politycznego SED wszedł w 1963.
Pochowany na Cmentarzu Centralnym Friedrichsfelde w Berlinie.
Został odznaczony m.in. dwukrotnie Orderem Karla Marksa (1969 i 1976) oraz dwukrotnie Orderem Zasług dla Ojczyzny (1961 i 1971).